# Гостеж (Новгородская область)
Гостеж — деревня в Старорусском районе Новгородской области в составе Наговского сельского поселения.

## География
Находится в южной части Новгородской области на расстоянии приблизительно 22 км на запад по прямой от железнодорожного вокзала города Старая Русса.

## История
На карте 1847 года уже была обозначена как поселение с 21 двором. В 1908 году здесь (Старорусский уезд Новгородской губернии) было учтено 23 двора в деревне Гостеж I и 22 в Гостеж II.

## Население
Численность населения: 166 и 357 человек в деревне Гостеж I и Гостеж II соответственно (1908 год), 49 (русские 98 %) в 2002 году, 44 в 2010.